# Barbulifer mexicanus
Barbulifer mexicanus es una especie de pez de la familia de los Gobiidae en el orden de los Perciformes.

## Hábitat
Es un pez de mar y de clima subtropical y demersal.

## Distribución geográfica
Se encuentra en el Pacífico oriental central: el Golfo de California. 

## Observaciones
Es inofensivo para los humanos. 